# Frederik Krabbe
Frederik Krabbe (født 10. marts 1988) er en tidligere dansk fodboldspiller, 
Hans forcer er hurtighed, en god spilforståelse og hovedstødsstyrke.

## Klubkarriere
Efter at have begyndt at spille fodbold i Aabyhøj IF skiftede Krabbe som 15-årig til AGF. Her var han med til at vinde junior-DM i 2003. Han var en del af den talentfulde årgang 1988 fra AGF sammen med spillere som Michael Lumb, Morten Beck Andersen, Michael Vester, Niels Kristensen, Jesper Blicher og Anders Syberg, der alle fik kampe på AGF's førstehold. Krabbe fik debut for AGF's superligahold i 2005.
Han spillede i alt 131 kampe for AGF. Hans karriere blev sat tilbage, da han i en træningskamp mod AaB i juli 2010 blevalvorligt skadet og derpå var ude i over et halvt år.
Den 24. maj 2011 udløb Frederik Krabbes kontrakt med AGF, hvorefter han skiftede på en fri transfer til Lyngby på en to-årig kontrakt.
I juli 2013 indgik Krabbe kontrakt med Arendal Fotball i den tredjebedste norske række.
I december 2014 indgik han en toethalvtårig kontrakt med Hvidovre IF. I sommeren 2019 blev Krabbe udlejet til HIK for efterårssæsonen, og derpå skiftede han permanent til denne klub.